# Wusterwitz
Wusterwitz é um município da Alemanha, situado no distrito de Potsdam-Mittelmark, no estado de Brandemburgo. Tem 23,43 km² de área, e sua população em 2019 foi estimada em 3.033 habitantes.